# Франк, Густав Вильгельм
Гу́став Вильге́льм Франк (25 сентября 1832, Шлайц — 24 сентября 1904, Хинтербрюль) — немецкий протестантский богослов, философ

, историк, педагог и писатель

.

## Биография
Густав Франк родился в Шлайце. Он получил образование в Йенском университете, во время обучения в университете Густав вступил в дружеских отношениях со своим учителем Карлом Августом Газе. В 1890—1893 годы Густав принимал участие в издании собрания сочинений своего учителя. В 1859 году Густав прошёл хабилитацию, а в 1864 году в Йене стал профессором богословия. В 1867 году он принял назначение в качестве профессора догматического богословия в Вену, где с 1867 года также стал членом, так называемого, Высшего церковного совета.

## Сочинения
- De Luthero rationalismi praecursore. Leipzig 1857
- Die Jenaische Theologie in ihrer geschichtlichen Entwickelung. Eine Festgabe. Leipzig 1858
- De Academia Jenensi evangelicae veritatis altrice. Schleizae 1858
- Geschichte der protestantischen Theologie 4 Bde. («История протестантской теологии» в 4 частях) Leipzig 1862—1905:
  - Часть первая: Von Luther bis Johann Gerhard (1862).
  - Часть вторая: Von Georg Calixt bis zur Wolff' schen Philosophie (1865).
  - Часть третья: Geschichte des Rationalismus und seiner Gegensätze (1875)
  - Часть четвёртая: Die Theologie des neunzehnten Jahrhunderts (1905).
- Johann Major der Wittenberger Poet. Ein Beitrag zur Geschichte der protestanischen Theologie und des Humanismus im XVI. Jahrhundert. Halle 1863.
- Die k. k. evangelisch-theologische Facultät in Wien von ihrer Gründung bis zur Gegenwart. Zur Feier ihres fünfzigjährigen Jubiläums. Wien 1871
- Das Toleranz-Patent Kaiser Joseph II. Urkundliche Geschichte seiner Entstehung und seiner Folgen. Säcular-Festschrift. Wien 1882.